# Elecciones parlamentarias de Armenia de 2021
Las elecciones parlamentarias de Armenia de 2021, están programadas para realizarse el 20 de junio de 2021. Las elecciones se programaron inicialmente para el 9 de diciembre de 2023, pero se adelantaron debido a la actual crisis política en Armenia tras la segunda guerra del Alto Karabaj en 2020.
La séptima Asamblea Nacional de Armenia se disolvió oficialmente el 10 de mayo de 2021 y se elegirá la octava Asamblea.

## Sistema electoral
Los 101 miembros de la Asamblea Nacional son elegidos por representación proporcional por lista de partidos. El número de escaños es de al menos 101 y aumenta cuando se requiere la asignación de escaños adicionales. Los escaños se asignan mediante el método d'Hondt con un umbral electoral del 5% para los partidos y del 7% para las alianzas multipartidarias. Sin embargo, un mínimo de tres grupos políticos ingresarán al parlamento, independientemente del desempeño del tercer partido o alianza con mejor desempeño.
Los escaños se asignan a los partidos utilizando su participación nacional en los comicios. Se reservan cuatro escaños para las minorías nacionales (asirios, kurdos, rusos y yazidíes), y los partidos tienen listas separadas para los cuatro grupos. Una cuota de género requiere que cualquier sección superior de la lista de un partido incluya al menos el 30% de candidatos de cada género.
Si un partido recibe la mayoría de los votos pero gana menos del 54% de los escaños, se le otorgarán escaños adicionales para darles el 54% del total. Si un partido gana más de dos tercios de los escaños, los partidos perdedores que hayan superado el umbral recibirán escaños adicionales, lo que reducirá la proporción de escaños del partido ganador a dos tercios. Si no se forma gobierno dentro de los seis días posteriores a la publicación de los resultados preliminares, se debe realizar una ronda de desempate entre las dos partes principales el día 28. El partido que gane la segunda vuelta recibirá los escaños adicionales necesarios para una mayoría del 54%, y se conservarán todos los escaños asignados en la primera ronda.

## Cronograma
Se solicitó a los partidos y coaliciones participantes que presentaran solicitudes con toda la documentación de respaldo antes de las 18:00 horas del 26 de mayo. Las listas electorales de los partidos políticos y las alianzas de partidos se registrarán antes del 31 de mayo. Se aceptarán cancelaciones hasta el 10 de junio.
La campaña electoral oficial tendrá lugar del 7 al 18 de junio. La votación tendrá lugar el 20 de junio de 08:00 a 20:00.

## Fuerzas políticas participantes
Cuatro alianzas y 23 partidos presentaron documentos a la Comisión Electoral Central de Armenia (CEC) para registrarse para las elecciones. Varios de los partidos y todas las alianzas se establecieron en 2020 o 2021 tras la derrota de Armenia en la segunda guerra del Alto Karabaj de 2020. Al 31 de mayo, cuatro alianzas y 22 partidos están programados para participar en las elecciones.

## Participaciones declinadas
El Partido del Renacimiento Demócrata Cristiano decidió retirar su solicitud para participar en las elecciones como entidad independiente; en cambio, el partido participará como parte de la Alianza de Demócratas Shirinyan-Babajanyan.

## Observadores internacionales
Solo los observadores de OBCE se registraron para monitorear las elecciones. Eso no tiene precedentes, ya que todas las elecciones anteriores fueron supervisadas por diversas misiones internacionales de supervisión. Hubo 8 misiones en las elecciones parlamentarias de 2018 y 6 misiones en las elecciones parlamentarias de 2017.

## Encuestas de opinión
| Fecha                            | Encuestadora                                                    | Alianza Armenia (ՀԴ=HD) #24        | Mis Pasos / CC (ՔՊ=QP) #3          | PAP (ԲՀԿ=BHK) #14           | Tengo Honor / PRA (ՀՀԿ=HHK) #6 | Brillante (ԼՀԿ=LHK) #9 | Libertad / DL (ԱԴ) #5 | República (ՀԿ=HP) #11 | PND / ST (ԱԺԲ/ՍԾ) #25 | FRA (ՀՅԴ) |     |   |
| -------------------------------- | --------------------------------------------------------------- | ---------------------------------- | ---------------------------------- | --------------------------- | ------------------------------ | ---------------------- | --------------------- | --------------------- | --------------------- | --------- | --- | - |
| Fecha                            | Encuestadora                                                    | 11 al 18 de junio de 2021          | Gallup International Armenia       | 28.7                        | 25.2                           | 10.8                   | 5.4                   | 5.2                   | -                     | 2.6       | 0.7 | - |
| 31 de may. - 16 de junio de 2021 | Armenian Election Study                                         | 12                                 | 24                                 | 1                           | 2                              | -                      | -                     | 2                     | 2                     | -         |     |   |
| 6 al 10 de junio de 2021         | MPG                                                             | 24.1                               | 23.8                               | 7.4                         | 3.7                            | 3.1                    | -                     | 2.3                   | 0.8                   | -         |     |   |
| 31 de may. - 4 de junio de 2021  | MPG                                                             | 20.6                               | 22.4                               | 3.9                         | 4.2                            | 2.9                    | -                     | 2.1                   | 1.5                   | -         |     |   |
| 25 al 28 de mayo de 2021         | MPG                                                             | 17.5                               | 22.9                               | 3.8                         | 2.7                            | 2.3                    | -                     | 2.8                   | 1.7                   | -         |     |   |
| 18 al 21 de mayo de 2021         | MPG                                                             | 14.3 34 escaños (33+1) 32% escaños | 24.8 61 escaños (58+3) 58% escaños | 4.1 10 escaños 9.5% escaños | 3.1                            | 2.0                    | -                     | 2.5                   | 1                     | -         |     |   |
| 23 al 27 de abril de 2021        | MPG                                                             | 8.1                                | 27.2                               | 3․7                         | 1.8                            | 1.8                    | -                     | -                     | 1.1                   | 1.1       |     |   |
| 26 al 29 de marzo de 2021        | MPG                                                             | 5.9                                | 31.7                               | 4.4                         | 2.4                            | 2.7                    | -                     | 0.4                   | 0.5                   | 2.1       |     |   |
| 8 de abr. – 4 de mayo de 2021    | IRI/Breavis Archivado el 30 de mayo de 2021 en Wayback Machine. | -                                  | 26                                 | 1                           | 1                              | 1                      | 1                     | 1                     | 1                     | 1         |     |   |
| 15 al 17 de febrero de 2021      | MPG                                                             | -                                  | 33.1                               | 4.4                         | 2.2                            | 2.6                    | -                     | 0.7                   | 0.4                   | 2.2       |     |   |
| 8 al 16 de febrero de 2021       | IRI/Breavis                                                     | -                                  | 33                                 | 3                           | 1                              | 1                      | -                     | -                     | 1                     | 1         |     |   |
| 10 al 27 de junio de 2020        | MPG                                                             | -                                  | 55                                 | 6                           | 1.4                            | 5                      | -                     | -                     | 0.1                   | 1.8       |     |   |
| 9 de nov. - 1 de dic. de 2019    | MPG                                                             | -                                  | 61.3                               | 14.2                        | 1.5                            | 3.9                    | -                     | -                     | 1.1                   | 2.5       |     |   |
| 20 de sep - 13 de oct. de 2019   | IRI/Breavis                                                     | -                                  | 55                                 | 19                          | 4                              | 6                      | 1                     | 1                     | -                     | 3         |     |   |
| 6 al 31 de mayo de 2019          | IRI/Breavis                                                     | -                                  | 59                                 | 12                          | 5                              | 4                      | -                     | -                     | 1                     | 4         |     |   |
| 30 de abr. - 9 de mayo de 2019   | MPG                                                             | -                                  | 60                                 | 11.9                        | 1.6                            | 4.6                    | -                     | -                     | 1.21                  | 1.6       |     |   |
| 9 de diciembre de 2018           | Elecciones parlamentarias                                       |                                    | 70.42                              | 8.26                        | 4.70                           | 6.37                   | 2.00                  | 2.00                  |                       |           |     |   |

## Resultados
| Partido o coalición                          | Votos     | %      | Escaños | +/-         |
| -------------------------------------------- | --------- | ------ | ------- | ----------- |
| Contrato Civil                               | 687,251   | 53.92% | 72      | 16          |
| Alianza Armenia                              | 268,165   | 21.04% | 27      | Nuevo       |
| Alianza Tengo Honor                          | 66,633    | 5.23%  | 6       | Nuevo       |
| Armenia Próspera                             | 50,416    | 3.96%  | 0       | 26          |
| Partido de la República                      | 38,713    | 3.04%  | 0       | Sin cambios |
| Congreso Nacional Armenio                    | 19,647    | 1.54%  | 0       | Sin cambios |
| Alianza de Demócratas Shirinyan-Babajanyan   | 19,142    | 1.50%  | 0       | Nuevo       |
| Polo Nacional Democrático                    | 18,767    | 1.47%  | 0       | Nuevo       |
| Armenia Brillante                            | 15,557    | 1.22%  | 0       | 18          |
| Partido del Movimiento Nacional Conservador  | 15,534    | 1.22%  | 0       | Nuevo       |
| Partido Liberal                              | 14,923    | 1.17%  | 0       | Nuevo       |
| Partido Patria de los Armenios               | 13,115    | 1.03%  | 0       | Nuevo       |
| Armenia es Nuestra Casa                      | 12,162    | 0.96%  | 0       | Nuevo       |
| Partido Democrático de Armenia               | 5,017     | 0.39%  | 0       | Sin cambios |
| Partido Demócrata Cristiano del Renacimiento | 4,623     | 0.36%  | 0       | Sin cambios |
| Alianza Patria Libre                         | 4,136     | 0.32%  | 0       | Nuevo       |
| Partido Armenia Justa                        | 3,921     | 0.31%  | 0       | Nuevo       |
| Decisión Ciudadana                           | 3,771     | 0.30%  | 0       | Sin cambios |
| Partido de la Armenia Soberana               | 3,558     | 0.28%  | 0       | Nuevo       |
| Partido Europeo de Armenia                   | 2,786     | 0.22%  | 0       | Nuevo       |
| Partido de la Libertad                       | 1,842     | 0.14%  | 0       | Nuevo       |
| Partido del Ascenso                          | 1,245     | 0.10%  | 0       | Nuevo       |
| Partido de la Patria Unida                   | 956       | 0.08%  | 0       | Nuevo       |
| Partido de la Estadidad Nacional de Armenia  | 803       | 0.06%  | 0       | Sin cambios |
| Partido de la Agenda Nacional                | 721       | 0.06%  | 0       | Sin cambios |
|                                              |           |        |         |             |
| Votos válidos                                | 1,273,404 | 99.34% |         |             |
| Votos blancos / nulos                        | 8,507     | 0.66%  |         |             |
| Total                                        | 1,281,911 | 100%   | 105     | 27          |
| Abstención                                   |           |        |         |             |
| Registrados / Participación                  | 2,593,572 | 49.43% |         |             |